# 세스나 182

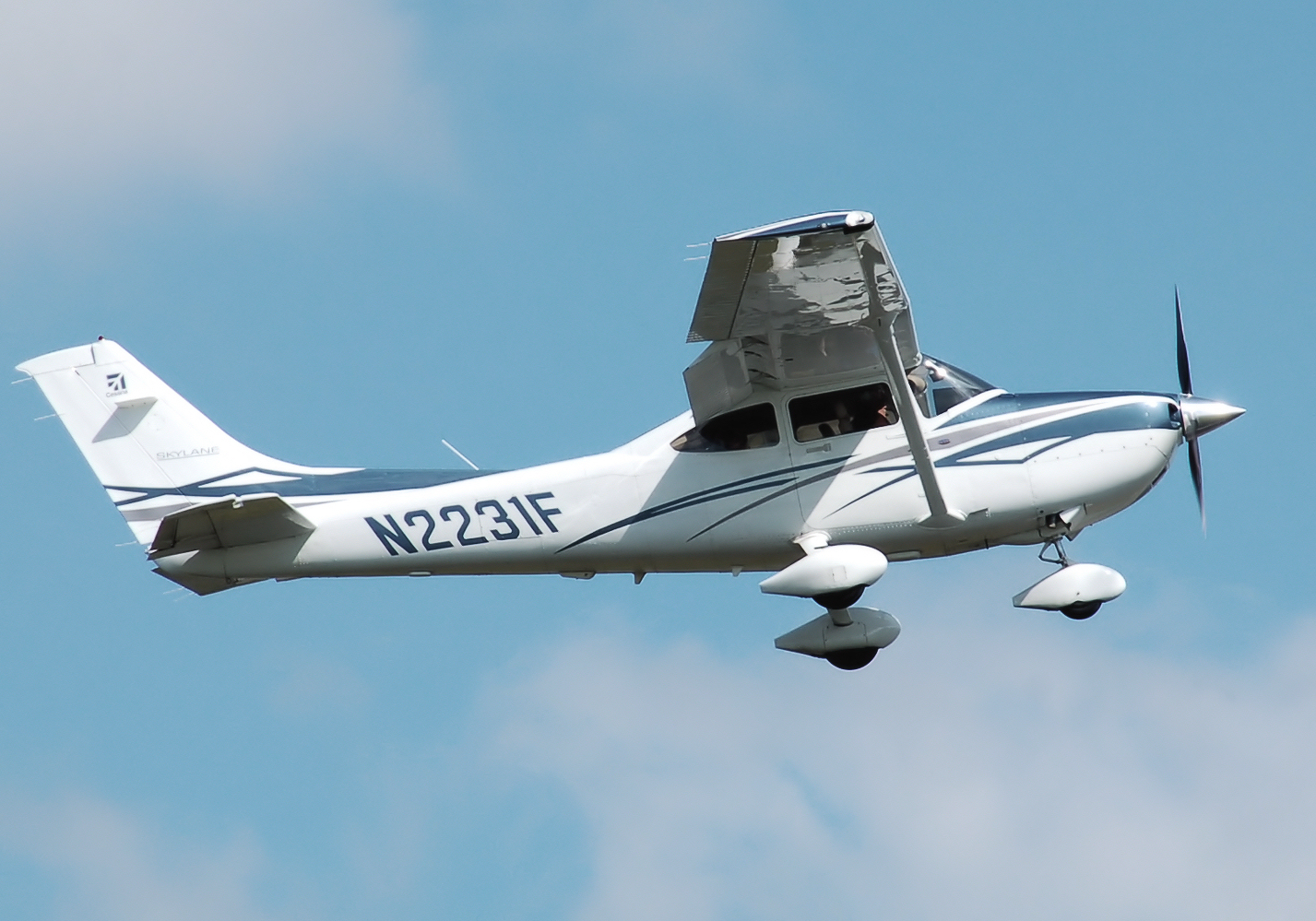
세스나 182T

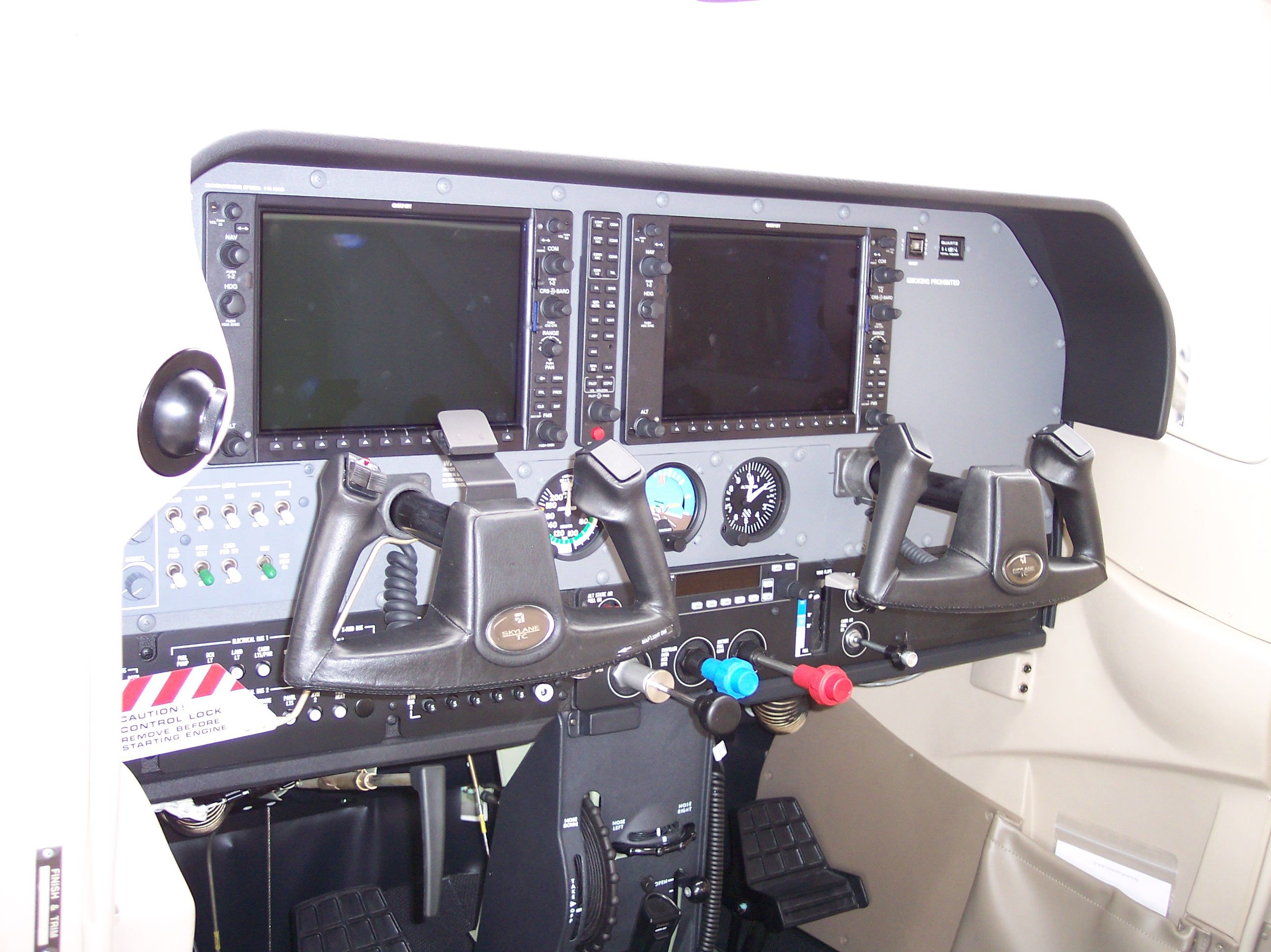
세스나 182T의 조종석

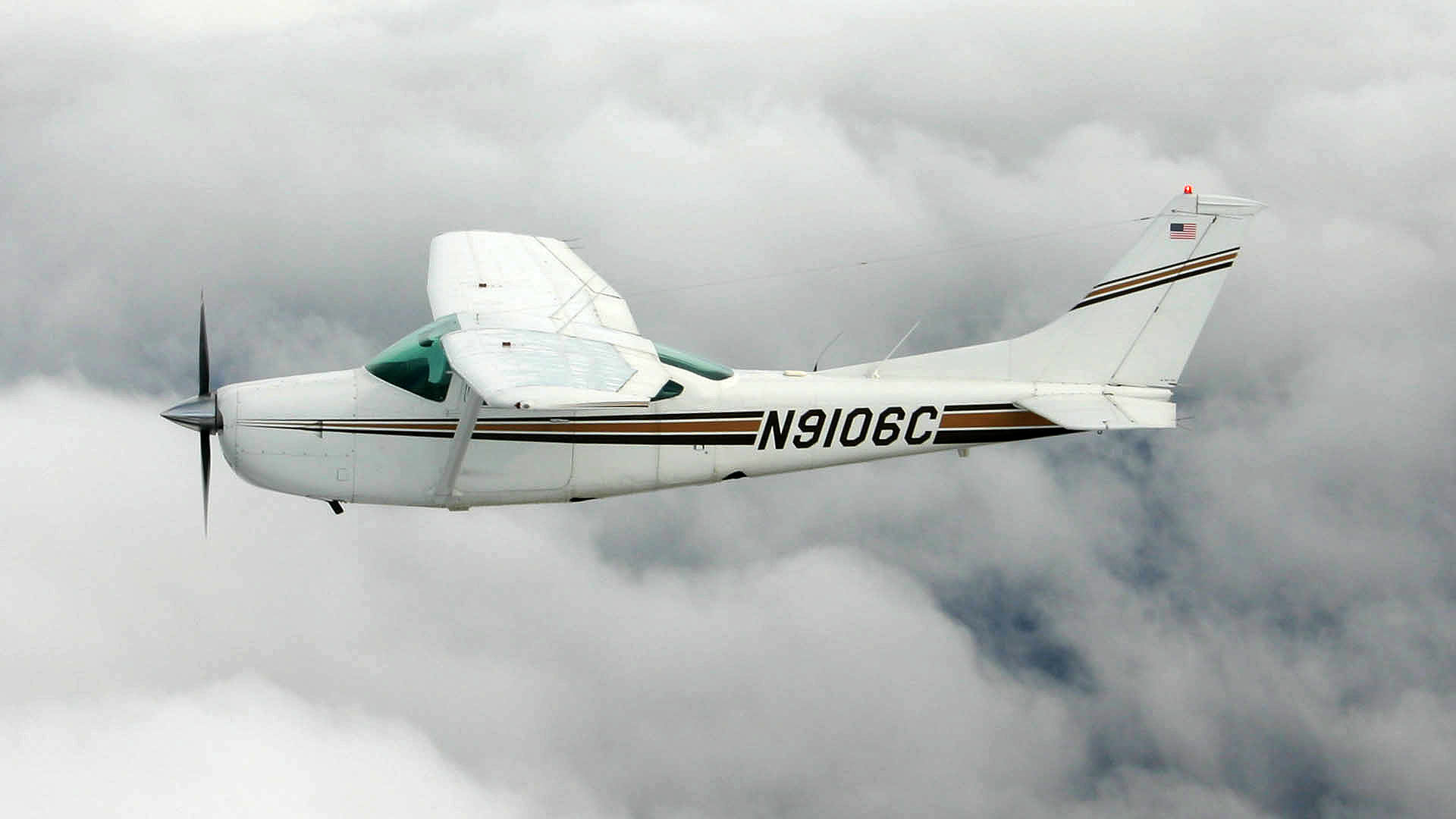
접이식 바퀴 버전인 1978 세스나 R182

세스나 182 스카이레인은 미국 세스나가 생산하는 4인승 단발엔진 경비행기이다. 옵션으로 화물칸에 유아용 시트 2개를 장착할 수 있다. 1956년에 출시되었으며, 접이식 바퀴 버전 등 다양한 파생형이 있다. 세스나는 세계 3대 경비행기 생산업체이며, 세스나 182는 세스나 172에 이어 2번째로 인기있는 모델이다. 23,237대 이상이 생산되었다. 2012년 세스나 182T 스카이레인의 가격은 40만 달러(5억원)이다.

## 제원 (세스나 182T)
일반 특성
- 승무원: 2명
- 승객: 2명
- 길이: 29 ft 0 in (8.84 m)
- 날개폭: 36 ft 0 in (11.0 m)
- 높이: 9 ft 4 in (2.8 m)
- 날개면적: 174 sq ft (16.2 m²)
- 경하중량: 1,970 lb (894 kg)
- 탑재량: 1,140 lb (517 kg)
- 최대이륙중량: 3,100 lb (1406 kg)
- 엔진: 1 × 라이커밍 IO-540-AB1A5 3엽 constant speed, 230 hp (172 kW)

성능
- 초과금지속도: 175 knots (201 mph, 324 km/h)
- 최대속도: 150 knots (173 mph, 278 km/h)
- 순항속도: 145 knots (167 mph, 269 km/h)
- 스톨속도: 49 knots (56 mph, 91 km/h)
- 거리: 930 nmi (1,070 mi, 1,722 km)
- 최고고도: 18,100 ft (5,517 m)
- 상승률: 924 ft/min (4.7 m/s)
- 추력대중량비: 0.074 hp/lb (122 W/kg)